# Epomophorus anselli
Il pipistrello della frutta dalle spalline di Ansell (Epomophorus anselli  Bergmans & van Strien, 2004) è un pipistrello appartenente alla famiglia degli Pteropodidi, diffuso nell'Africa orientale.

## Descrizione

### Dimensioni
Pipistrello di medie dimensioni con la lunghezza della testa e del corpo tra 104 e 145 mm, la lunghezza dell'avambraccio tra 68 e 77 mm, la lunghezza delle orecchie tra 19 e 20 mm, la lunghezza della coda tra 2 e 4 mm e un peso fino a 57 g.

### Aspetto
La pelliccia è moderatamente lunga, soffice e si estende fino alla parte anteriore dell'avambraccio. Le parti dorsali sono marroni con la base dei peli leggermente più scura, mentre le parti ventrali sono molto più chiare al centro e gradualmente più scure lungo i fianchi. I maschi hanno due ciuffi di lunghi peli bianchi intorno alle ghiandole situate su ogni spalla. Il muso è allungato con le labbra e le guance carnose ed estensibili. Gli occhi sono grandi. Le orecchie sono relativamente corte, prive di peli, marroni con i bordi più scuri e con le caratteristiche macchie bianche alla loro base anteriore e posteriore. Le ali sono marroni e attaccate posteriormente alla base del secondo dito del piede. La coda è molto corta, mentre l'uropatagio è ridotto ad una sottile membrana che si estende lungo la parte interna degli arti inferiori. Sono presenti 4 solchi interdentali non separati e due post-dentali divisi al centro.

## Biologia

### Alimentazione
Si nutre di frutta, particolarmente di Syzygium cordatum.

### Riproduzione
Una femmina che allattava è stata catturata in Tanzania nel mese di giugno.

## Distribuzione e habitat
Questa specie è stata osservata soltanto in due località del Malawi, il Kasungu National Park e l'area di Karonga e presso Ugano, nella Tanzania sud-occidentale.
Vive nelle savane alberate di miombo fino a 1.560 metri di altitudine.

## Conservazione
La IUCN Red List, considerato che questa specie è stata descritta recentemente, e ci sono poche informazioni sull'areale, l'habitat e le minacce, classifica E.anselli come specie con dati insufficienti (DD).